# Новий Сад (хутір)
Новий Сад (рос. Новый Сад) — хутір Тахтамукайського району Адигеї Росії. Входить до складу Енемського міського поселення.
Населення — 1309 осіб (2015 рік).